# Boku Girl
Pour les articles homonymes, voir Girl.
Boku Girl (ボクガール, Boku Girl, litt. « Moi (garçon) en fille ») est un manga écrit et dessiné par Sugito Akira (ja). Prépublié dans le Weekly Young Jump à partir du 12 décembre 2013, il est publié par Shūeisha du 19 mai 2014 au 19 juillet 2016 en 11 volumes,,.

## Synopsis
Suzushiro Mizuki est un lycéen en 1e année victime de quelques difficultés dans sa vie : en effet, les gens le confondent constamment avec une fille ! Les garçons qui l’entourent finissent toujours par lui déclarer leur flamme. Même la fille qu’il aime le voit plus comme une amie que comme un potentiel petit ami. Et pour couronner le tout, Loki, déesse des farces fatiguée d’embêter les dieux, décide de se tourner vers le monde des humains, faisant de Suzushiro sa cible. Résultat : Mizuki se réveille dans un corps amputé de la seule réelle preuve de sa masculinité. Comment va-t-il réussir à gérer tout ça ?

## Personnages

### Personnages principaux

#### Suzushiro Mizuki
Mizuki est le héros de cette série. Il a été changé en fille par la déesse Loki. Il vit au dortoir avec son meilleur ami Takeru ainsi qu'avec Yamada. Il aime en secret Yumeko et n'arrive pas à lui avouer. Sa mère est morte lorsqu'il était jeune. 
Son apparence féminine ne lui rend pas la vie facile (même lorsqu'il était encore un garçon) en effet de nombreux garçons tombent amoureux de lui. Il est un collectionneur d'insectes, pratique du taekwondo et rêve de devenir plus viril.

#### Fujiwara Yumeko
Fujiwara est la déléguée de la classe avec Mizuki, elle est aimée par ce dernier. Elle est amoureuse de Takeru. 
Elle aime beaucoup les figurines et les jouets « de garçon ». Elle a tendance à considérer Mizuki comme une amie.

#### Ichimonji Takeru
Takeru est le meilleur ami de Mizuki ainsi que son ami d'enfance. Il a été la première personne à avoir découvert la transformation de Mizuki. 
Il est perturbé par la transformation de son ami et l'aide à cacher sa transformation même s'il finit par tomber amoureux de ce dernier.

#### Loki
Loki est la déesse des farces, fatiguée d'embêter les autres dieux elle décide de se tourner vers le monde des humains. Mizuki est sa première victime. 
Elle est toujours accompagnée de Corbeau son fidèle serviteur. Elle a peur du tonnerre à cause de Thor qui l'a déjà punie par le passé.

### Personnages secondaires

#### Ide
Ide est un culturiste fou amoureux de Mizuki. Il a un amour à sens unique pour Mizuki. Il a une petite sœur qui est elle aussi très musclée.

#### Nanatarou Yamada
Yamada est un travesti qui partage la chambre de Mizuki. Il est le fils d'un fabricant de lingerie de sous-vêtements pour femme. Il a un amour à sens unique pour Mizuki.

#### Ichimonji Mei
Mei est la petite sœur de Takeru et aime Mizuki en secret depuis toute petite.

#### Corbeau
Corbeau est le fidèle serviteur de Loki. C'est un corbeau qui peut se transformer en tout et n'importe quoi : il peut se transformer aussi bien en sanglier qu'en baignoire.

#### Daikawa Tamako
Tamako est folle amoureuse de Yamada. C'est une terrible cuisinière dont les plats préparés sont une catastrophe.

#### Le père de Mizuki
De nature stricte il a éduqué Mizuki en étant très sévère. Il est vérité fou de son fils mais le cache à tout le monde. Il est veuf et tient un dojo de taekwondo. Il déteste le père de Takeru, à la suite d'un « traumatisme » d'enfance.

#### Suzushiro Akihiko
Il s'agit du grand frère de Mizuki. Il est marié et a un bébé.

#### Yukie
La femme d'Akihiko.

#### Les parents de Takeru
La mère de Takeru est une femme au foyer. Son père est un pêcheur avec peu de manières, il adore se moquer du père de Mizuki à chaque fois qu'ils se croisent.

#### Asao Reiji
Reiji est un camarade de classe de Mizuki. Il a un amour à sens unique vers ce dernier. 

#### Thor
Thor est le dieu du tonnerre. Il a puni Loki après une farce qu'il n'a pas apprécié. Il manque de concentration et oublie souvent ce qu'il doit faire. 

## Productions et supports

### Manga
Ce manga est composé de 11 volumes sortis de 2014 à 2016 ; à ce jour il n'a pas encore été licencié en France.

### Liste des tomes
| no                   | Japonais          | Japonais          |
| no                   | Date de sortie    | ISBN              |
| -------------------- | ----------------- | ----------------- |
| 1                    | 24 mai 2014       | 978-4-08-879840-0 |
| Chapitres 1 à 7      |                   |                   |
| 2                    | 19 juin 2014      | 978-4-08-879841-7 |
| Chapitres 8 à 17.5   |                   |                   |
| 3                    | 19 septembre 2014 | 978-4-08-890011-7 |
| Chapitres 18 à 27    |                   |                   |
| 4                    | 19 décembre 2014  | 978-4-08-890078-0 |
| Chapitres 28 à 37.5  |                   |                   |
| 5                    | 19 mars 2015      | 978-4-08-890129-9 |
| Chapitres 38 à 47    |                   |                   |
| 6                    | 19 juin 2015      | 978-4-08-890206-7 |
| Chapitres 48 à 57    |                   |                   |
| 7                    | 18 septembre 2015 | 978-4-08-890251-7 |
| Chapitres 58 à 67    |                   |                   |
| 8                    | 18 décembre 2015  | 978-4-08-890327-9 |
| Chapitres 68 à 77    |                   |                   |
| 9                    | 18 mars 2016      | 978-4-08-890374-3 |
| Chapitres 78 à 87    |                   |                   |
| 10                   | 17 juin 2015      | 978-4-08-890456-6 |
| Chapitres 88 à 97    |                   |                   |
| 11                   | 19 juillet 2016   | 978-4-08-890470-2 |
| Chapitres 98 à 107.5 |                   |                   |

### Light novel
Cette œuvre possède un light novel dérivé intitulé Boku Girl: Boku no Arbeit sorti le 18 septembre 2015.
Ce light novel est composé de sept chapitres.